# Aéroport international José-Martí
L'aéroport international José-Martí (en espagnol : Aeropuerto Internacional José Martí) est l'aéroport international de La Havane à Cuba. Il se situe à La Havane, dans la municipalité de Boyeros, à quinze kilomètres au sud-ouest du centre-ville de la capitale. Il est géré par l'Empresa Cubana de Aeropuertos y Servicios Aeronáuticos (ce qui signifie, en français : « Société cubaine des aéroports et des services aéronautiques »).
Il est desservi par plus de vingt-cinq lignes internationales, vers plus de soixante destinations, principalement vers l'Europe, l'Amérique du Nord, l'Amérique centrale et l'Amérique du Sud, ainsi que par trois lignes nationales desservant seize destinations.
Inauguré en 1929, sous le nom d'aéroport Rancho Boyeros (nom sous lequel il est encore parfois désigné), il est nommé depuis la révolution cubaine, en l'honneur du poète et patriote cubain José Martí.

## Situation
| \| 100 km1:2 630 000 \| Santa Clara Trinidad Santiago de Cuba Bayamo Jardines del Rey Holguín Baracoa Las Tunas Camagüey Cienfuegos La Havane-J. Martí Varadero Varadero-Kawama La Coloma Guantánamo Ciego de Ávila Moa Plage Baracoa Nueva Gerona San Nicolás de Bari Sancti Spíritus Manzanillo Siguanea Cayo Largo |
| 100 km1:2 630 000 |

## Infrastructures
L'aéroport dispose d'une seule piste d’atterrissage et une piste de circulation.
Cet aéroport se compose de cinq terminaux :
- Terminal 1 : destiné aux vols intérieurs.
- Terminal 2 : prend en charge les vols à destination des États-Unis (notamment Miami) qui sont pris en charge par des compagnies charters américaines.
- Terminal 3 : prend en charge les vols internationaux à destination de Madrid, Paris, Londres, Moscou ou Buenos Aires. C'est le plus grand terminal de l'aéroport.
- Terminal 4 reservé au fret, situé à l'ouest du terminal 3.
- Terminal 5 situé au fin sud-ouest de la piste de circulation

## Destinations
L'aéroport international José-Martí est le principal aéroport de Cuba. C'est la plate-forme de correspondance principale pour les compagnies Cubana de Aviación et Aerogaviota. Il dessert plusieurs millions de passagers chaque année, 80 % des passagers internationaux de Cuba avec l'aéroport Juan Gualberto Gómez de Varadero. Un grand nombre d'entre eux depuis le Canada, l'Italie, le Mexique, le Royaume-Uni, la France, et l'Allemagne.
À cause de l'embargo des États-Unis contre Cuba, aucune ligne aérienne américaine n'est autorisée à effectuer des vols réguliers avec l'aéroport, les seules liaisons autorisées depuis Miami sont des vols charters. Diverses lignes aériennes proposent une liaison directe entre La Havane et Miami, y compris des lignes américaines American Eagle Airlines, Gulfstream International Airlines, et Continental Airlines. En raison des rapports de Cuba avec l'Union Soviétique pendant les années 1970 et les années 1980, l'aéroport a accueilli beaucoup de compagnies aériennes du bloc de l'Est. L'aéroport a également connu sa part de tragédies, avec des avions russes âgés que la Cubana et certaines compagnies aériennes soviétiques utilisaient (telles que Aeroflot de Russie et Interflug de République démocratique allemande) et qui se sont brisés en allant à cet aéroport ou en y décollant.
En 2002, British Airways cesse ses vols directs de Londres vers La Havane, mais la compagnie augmente ses arrangements communs avec son associé, Iberia, et ajoute à sa programmation de vols, des liaisons vers le centre principal d'Iberia à Madrid. Virgin Atlantic a depuis réduit l'écart depuis le départ de sa compagnie aérienne rivale, British Airways, et a commencé à développer des vols directs de Londres à La Havane, tirant profit de la croissance de passager voyageant à La Havane. Les vols entre Londres et La Havane commencent le 7 juillet 2005. On s'attend alors à ce que les vols de Virgin Atlantic vers Cuba amènent quelque 55 millions de dollars américains à l'économie cubaine, y compris de l'emploi, de nouveaux commerces et du tourisme. Iberia Airlines et Air Europa, ont des vols quotidiens vers l'aéroport international de Madrid-Barajas. Air France dessert Paris (Aéroport Roissy-Charles-de-Gaulle) avec des Boeing 777-300ER. La compagnie italienne Blue Panorama Airlines vole de Milan (Malpensa) vers Montego Bay en Jamaïque via La Havane, et à Cancún au Mexique via La Havane également. L'Italie est aussi reliée avec la comagnie nationale Alitalia, qui opère depuis Rome-Fiumicino, et avec la compagnie Air Italy/Neos, qui opère des charters vers Milan-Malpensa. Parmi les autres compagnies reliant La Havane à l'Europe, on peut citer Aeroflot (vers Moscou SVO), Finnair (vers Helsinki), Condor (vers Francfort et Munich), Edelweiss Air (vers Zurich) ou encore Eurowings (vers Dusseldorf). Copa Airlines est une autre compagnie qui opère à l'aéroport. Elle effectue quatorze vols hebdomadaires depuis l'aéroport international de Tocumen de Panama.
Les temps de vol approximatifs vers La Havane sont :
- Londres : 10 heures 40 minutes ;
- New York : 5 heures 5 minutes ;
- Miami : 1 heure ;
- Toronto : 3 heures 40 minutes ;
- Paris : 8 heures 30 minutes.

## Compagnies aériennes et destinations
| Compagnies             | Destinations |
| ---------------------- | --- |
| Aeroflot               | En saison : Moscou Chérémétiévo |
| Aerogaviota            | Baracoa-G. Rizo, Cayo Coco (J. del Rey), Holguín-F. País, Kingston-N. Manley, Montego Bay-Donald Sangster, Santiago de Cuba-A. Maceo |
| Aeroméxico             | Mexico-B. Juárez |
| Aeropostal             | Caracas-Maiquetía |
| Air Canada Rouge       | Toronto (Pearson) |
| Air China              | Pékin-Capitale, Montréal (P.-E.-Trudeau) |
| Air Europa             | Madrid-Barajas |
| Air France             | Paris-Charles de Gaulle En saison charter : Guadeloupe - Maryse Condé |
| Air Transat            | En saison : Montréal (P.-E.-Trudeau) |
| American Airlines      | Miami |
| Bahamasair             | Nassau L. Pindling |
| Blue Panorama Airlines | Milan-Malpensa, Rome Léonard-de-Vinci/Fiumicino |
| Caribbean Airlines     | Port-d'Espagne - Piarco |
| Cayman Airways         | Grand Cayman-O. Roberts |
| Condor                 | Francfort En saison : Munich-F. J. Strauß |
| Conviasa               | Caracas-Maiquetía, Managua |
| Copa Airlines          | Panama-Tocumen |
| Corsair International  | Paris-Orly |
| Cubana de Aviación     | - Buenos Aires-Ezeiza - Caracas-Maiquetía - Martinique A. Césaire - Guantánamo-M. Grajales (en) - Holguín-F. País - Madrid-Barajas - Mexico-B. Juárez - Nueva Gerona (en) - Guadeloupe - Maryse Condé - Santiago de Cuba-A. Maceo - Saint-Domingue Las Américas |
| Delta Air Lines        | Miami |
| Delta Connection       | Atlanta H.-Jackson |
| EasySky                | Tegucigalpa-Toncontín |
| Edelweiss Air          | Zurich |
| Eurowings              | Düsseldorf |
| Evelop Airlines        | Madrid-Barajas |
| Finnair                | En saison : Helsinki-Vantaa |
| Fly All Ways           | Paramaribo-J. A. Pengel |
| Iberia                 | Madrid-Barajas |
| InterCaribbean Airways | Saint-Domingue Las Américas |
| Interjet               | Cancún, Mérida C. Rejón, Mexico-B. Juárez, Monterrey (Colombie) |
| JetBlue Airways        | Boston Logan, Fort Lauderdale-Hollywood, New York-John F. Kennedy |
| KLM                    | En saison : Amsterdam |
| LATAM Perú             | Lima-J. Chávez |
| Neos                   | Milan-Malpensa |
| Southwest Airlines     | Fort Lauderdale-Hollywood, Tampa |
| Sunrise Airways        | Port-au-Prince T. Louverture, Saint-Domingue Las Américas |
| TAAG Angola Airlines   | Luanda-Quatro de Fevereiro |
| Turkish Airlines       | Istanbul |
| United Airlines        | Houston-George Bush |
| United Express         | Houston-George Bush, Newark-Liberty |
| Virgin Atlantic        | Londres-Heathrow |
| VivaAerobus            | Charter : Cancún, Guadalajara-M. Hidalgo y Costilla, Mexico-B. Juárez, Monterrey (Colombie) |
| Wingo                  | Bogota-El Dorado, Balboa, Panama |

A noter que les vols Turkish Airlines d'Istanbul à La Havane font un arrêt à Caracas.
Édité le 10/11/2019

## Services aériens
L'aéroport est la base principale de la société Ibeca, entreprise dont la moitié appartient à la Cubana de Aviación et l'autre moitié à Iberia Airlines d'Espagne. Elle s'occupe de l'entretien technique des avions tels que les Boeing 727, 737, 747, 757, 767 et les Airbus A320, A330, A340, ainsi que d'autres avions occidentaux. Tous les ans, l'entreprise donne une assurance technique à plus de 5 000 activités aériennes, de plus de 30 compagnies aériennes différentes, principalement d'Europe et d'Amériques.
En 2002, l'entreprise de logistique et de fret aérien (ELCA SA) ouvre un nouveau terminal de fret. Le terminal est une entreprise à participation égale partagée entre la compagnie de Cargosur, une partie du groupe Iberia d'Espagne, et Aerovaradero de Cuba. Son investissement est de plus de 2,5 millions de dollars américains. Le but de cette entreprise, le plus moderne dans cette partie du globe, est de faciliter et réduire le coût du transport de fret entre l'Europe et les Amériques, pour les avions de diverses compagnies. La borne a une capacité de 600 tonnes, 2 000 mètres cubes d'espace dans deux chambres de réfrigération et de congélation, avec des commandes d'humidité et de gaz.
Actuellement l'aéroport construit un nouveau centre automatisé avec contrôle du trafic aérien qui sera utilisé pour la totalité de la région d'information de vol de Cuba. Pour cela, il y avait une étape nécessaire : toute la mise sous radar de la région mentionné. Tout ceci augmentera la fiabilité du service de trafic aérien que Cuba a sous sa commande dans la région entière. Cette région est le principal volume de trafic aérien de toute l'Amérique latine, avec le contrôle de plus de 450 vols quotidiennement.

## Commodités

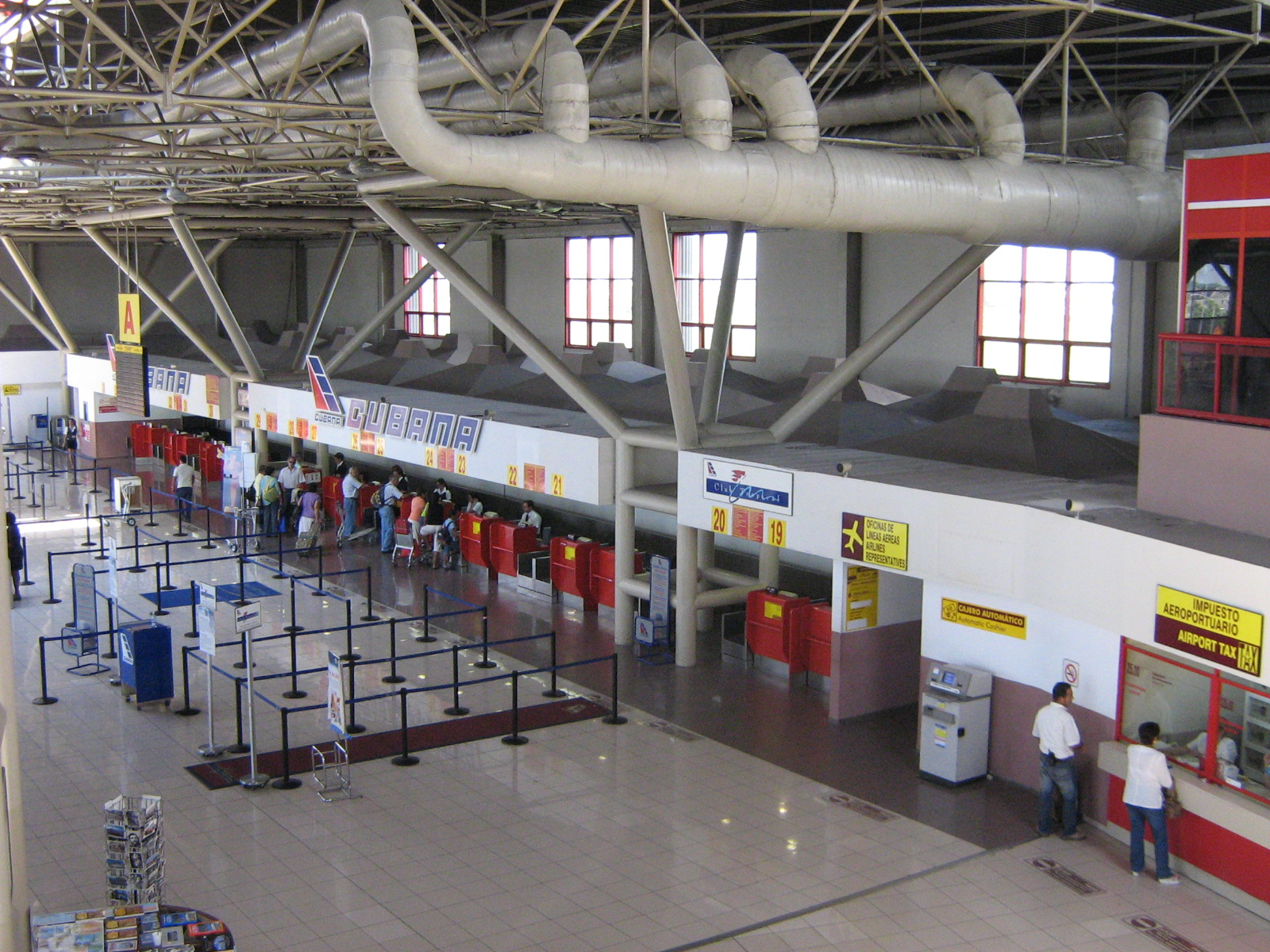
Terminal 3 de l'aéroport.

On trouve dans l'aéroport un bureau de change et une banque ouverts 24 heures sur 24. Il y a également un bureau de poste, un cyber-café (non disponible dans tous les terminaux). Un salon d'affaire est mis à disposition des passagers par les compagnies aériennes. Un bureau de réservation d'hôtel et des bureaux de location de voiture sont également disponibles. Les agents au sol de Havanatur et de Cubanacan, qui sont des agences de voyages locales pour les touristes, ont également des bureaux ici. Il y a de nombreux bars et restaurants ouverts 24 heures sur 24, un large choix de magasins comme des librairies, des buralistes, des marchands de journaux dans tous les terminaux. 90 % des passagers de l'aéroport visitent les magasins actuellement. On trouve aussi une pharmacie et un bureau d'objets trouvés. Il n'y a aucun casier disponible pour les bagages.

### Équipements de conférence et d'affaires
Il n'y a aucun équipement de conférence à l'aéroport, bien qu'il y ait deux salons de VIP dans les arrivées et les départs du terminal 3. Ceux-ci sont équipés du téléphone, du fax, de photocopieurs, de la presse et des salles privées.
Des sandwicheries avec rafraîchissements sont présents. L'aéroport est accessible aux personnes handicapées avec des toilettes spécialisées, des rampes, des ascenseurs et des cabines téléphoniques adaptées.

### Transports
Il n'y a actuellement aucun service d'autobus de l'aéroport vers le centre-ville. Les taxis de touristes attendent en dehors du hall d'arrivées pour un trajet de trente minutes vers la ville. Les agences de voyages préparent des trajets de minibus avec leurs agents ; ceux-ci sont pré-réservés par leurs propres clients, cependant il est possible qu'un voyageur indépendant loue une place si elle est libre. Une gare de chemin de fer, peu desservie et fréquentée, nommée Aeropuerto Terminal 1 de la ligne suburbaine Santiago-Bejucal du vétuste réseau ferroviaire de banlieue de La Havane (es) est située à proximité. Le terminus de la ligne est la gare centrale de La Havane.

### Hôtel
Il n'y a aucun hôtel sur place. Cependant, il y a un large choix d'hôtels dans les secteurs de l'El Vedado et La Habana Vieja, au centre-ville.

## Dates importantes
- Le 27 mai 1977, un Iliouchine Il-62 effectuant le vol Aeroflot 331, un vol régulier international reliant Moscou, en Russie, à La Havane, à Cuba, s'est écrasé lors de l'approche finale par mauvais temps, à environ 1 km de l'aéroport international José-Martí.
- 4 septembre 1989 : un Iliouchine IL-62M de la compagnie Cubana de Aviación qui effectuait le vol entre La Havane et Milan, s'écrase peu après son départ tuant 150 personnes (126 passagers, 11 membres d'équipage, 24 habitants au sol), dont des habitants d'un quartier situé près de l'aéroport de la capitale cubaine. Causes apparentes : mauvais temps, vents violents et mauvaise décision du pilote. Entrainé dans un courant descendant, 220 mètres après la fin de piste l'avion percute les antennes ILS, se disloque, prend feu et s'écrase dans une zone résidentielle. C'est le pire désastre aérien de l'histoire de l'aviation civile de Cuba.
- Le 31 décembre 1997, le célèbre avion franco-anglais Concorde atterrit pour la première fois à Cuba. Le vol, Air France Londres-Paris-Barbade-La Havane a été reçu dans l'aéroport José-Martí par le Président cubain Fidel Castro, et président de l'IACC Rogelio Acevedo. Castro est monté à bord de l'avion, a salué les passagers et l'équipage, et a visité l'avion.
- Le 31 mars 2003, un Boeing 767 (EI-CXO) de la compagnie aérienne Blue Panorama a dérapé sur la piste principale 6, avec une météo mauvaise et des rafales de vent, aucun dommage.
- Le 4 novembre 2005, Neos Airlines a commencé quatre vols hebdomadaires avec un Boeing 767 de l'aéroport de Milan Malpensa.
- En juillet 2006, la compagnie aérienne britannique, Virgin Atlantic a considéré très positive la première année des activités entre l'aéroport de Londres Gatwick à l'aéroport de La Havane José-Marti. La Cubana de Aviación est le seul concurrent principal avec des vols directs, ayant plusieurs vols hebdomadaires avec le même aéroport (bien qu'une grande partie du trafic de Londres-La Havane vole via Madrid ou Paris). Depuis que la ligne a débuté en juillet 2005 jusqu'à juillet 2006, elle a transporté plus de 35 000 passagers dans des Boeing 747 avec 75 % d'occupation.
- Les vols directs avec l'aéroport international John-F.-Kennedy de New York ont commencé en décembre 2006, les 24 et 31. Après ces dates, ils sont programmés toutes les deux semaines. La compagnie de charters, C & T Charters inc., indique que les vols augmenteront en fonction de la demande. Les vols sont assurés par la Lloyd Aéreo Boliviano en utilisant des Boeing 727.
- Le 18 mai 2018, le Vol 972 Cubana s'écrase au décollage faisant 112 morts[4].

## Sources
- (en) Cet article est partiellement ou en totalité issu de l’article de Wikipédia en anglais intitulé « José Martí International Airport » (voir la liste des auteurs).